# 乔丹·贝尔科斯
乔丹·贝尔科斯（英語：Jordan Belchos，1989年6月22日—），加拿大男子速度滑冰运动员，2015年世界单程距离速度滑冰锦标赛男子团体追逐赛银牌得主、2016年世界单程距离速度滑冰锦标赛男子团体追逐赛铜牌得主、2020年世界单程距离速度滑冰锦标赛男子集体出发赛银牌得主、2021年世界速度滑冰锦标赛男子团体追逐赛银牌得主。